# 鄂州之战
鄂州之战，南宋宝祐六年至开庆元年（元宪宗八年至九年，1258年—1259年）十月，蒙古帝国忽必烈率蒙古东路军攻鄂州（今武汉武昌）的作战。
1258年二月，元宪宗蒙哥决定率军攻南宋四川，命宗王塔察儿率东路军攻荆山（今安徽省怀远西南淮河北岸）。十一月，塔察儿攻宋无功，蒙哥改命忽必烈率东路军攻鄂州，等待蒙哥大军一到，直趋临安（今浙江省杭州市）。十一月，忽必烈自开平（今内蒙古正蓝旗东北闪电河北岸）启程。1259年七月，军至汝南，从被俘宋兵口中得知蒙哥死于的钓鱼城，认为是谣言，于是采取招降和进攻两套方案，继续前进。八月十五日，忽必烈率主力渡过淮河。八月二十日，攻破大胜关（今河南罗山南），宋兵逃跑。万户张柔率军攻打虎头关（今湖北省麻城东北），在沙窝（今河南商城西南）与宋军作战，其子张弘彦将宋军击败，击破守关宋兵。八月廿一日，忽必烈至黄陂。八月三十日，率军抵达长江北岸。南宋将领袁玠担任沿江制置副使，横征暴敛，被百姓所恨。蒙古军至，渔人献渔舟给蒙古军，充当向导。
九月初一，从攻四川的宗王末哥遣使将蒙哥死讯告诉忽必烈，劝他北归争汗位，忽必烈为立战功，还是率师渡江。九月初三，忽必烈登香炉山（今阳逻堡北），见长江北有武湖，湖东江岸筑阳逻堡，南岸是浒黄川。宋军用大船扼住长江渡船，拥兵十万，船二千，在于江中布阵，水陆阵容严整。忽必烈派军夺大舟二艘，连夜准备船只，想要夺阳逻堡，渡江。九月初四早晨，风雨昏暗，诸将以为不可渡江。忽必烈不听，于是，遂令分兵三路并进。董文炳率敢死士数百人冲在前面，乘朦胧击鼓急进，直达南岸，蒙古军竟相争渡，宋军迎战，三战都战败。张荣实率军乘轻舟在北岸作战，获得宋朝大船二十艘，俘虏二百人，斩杀宋将吕文信。水军万户解谢诚部将朱国宝，率精兵与宋军于中流作战，一共十七战，夺下宋船千余艘。宋军三道全部失败，阳逻堡也失败，蒙古军渡过长江。九月初九，忽必烈以主力围攻鄂州，同时派郑鼎率军袭江西，另派兵到湖南接应兀良合台。宋朝听说鄂州被围，兀良合台由广西入湖南。宋理宗大为震惊，命各制司进兵赴援，命右丞相兼枢密使贾似道督诸军援救鄂州。九月十一日，忽必烈登城东北压云亭，观察城中军情，见城中出兵，派兵迎战，俘虏宋军二人。后带着宋朝降人到城下劝降，宋朝守将张胜杀死降人，派兵出击，宋军又败。张胜于是采取缓兵之计，诈降蒙古，诱劝蒙古军东撤，焚毁城池周边民居。宋将高达率军援救，蒙古军百户长巩彦晖中伏被俘杀。九月十七日，张柔率军会忽必烈攻打鄂州。派军攻打岳州（今湖南岳阳），南宋四川制置副使吕文德从重庆来援救，阻击未胜，吕文德趁夜率军入城。
十月，贾似道自汉阳（今武汉）入城督师。蒙古军久攻不克，张柔于是命部将何伯祥造鹅车，掘洞入城，宋军在城内树栅为夹城，蒙古军募勇士由勇将张禧率领自城东南角进攻，守将高达力战，张禧身负伤而退，张柔再选士兵登城，破城东南隅，高达奋力抗击，组织人力修城，随破随修，使蒙古军不得入。十一月，蒙古军强攻鄂州城，张胜战死，城中死伤至一万三千人，贾似道移师黄州（今湖北黄冈），密派宋京去蒙古军中乞和，被蒙古拒绝。十一月十七日，忽必烈驻牛头山，得到其妻察必密信，于是想要撤军，但是声称要直捣临安、移师青山矶。闰十一月初二，忽必烈派张文谦告知诸将六天后撤离鄂州。贾似道得知蒙哥死讯，再遣宋京以划江为界，一年奉银二十万两、绢二十万匹为条件，向蒙古军乞和。忽必烈将乞和之事搁置起来。留下张杰、阎旺接应兀良合台，自己率大军北归。忽必烈安抚招降与军事进攻相结合，进展顺利，为之后灭宋积累了经验。宋朝守城将士奋勇抗击，取得守城胜利，但贾似道坐失抗蒙良机，反而割地乞和。